# 飆馬野郎
《JOJO的奇妙冒險 第七部 飆馬野郎》（日语：ジョジョの奇妙な冒険 Part7 スティール・ボール・ラン，或簡稱SBR）為荒木飛呂彥創作的日本漫畫《JoJo的奇妙冒險》的第七部。單行本共24集，為系列作的第81至104集。於2004年在《周刊少年JUMP》上連載，並在隔年的2005年移籍至青年向雜誌《Ultra Jump》。動畫製作消息在2025年4月12日發出。

## 概要
飆馬野郎在周刊少年JUMP連載時期被歸類為沒有「JoJo奇妙冒險」標題的不同系列。這項改變是編輯部的要求，目的是透過推出「新系列」來吸引讀者的注意。但在2005年該系列轉移到Ultra Jump後被取消。荒木曾提到，儘管名字有所改變，但他從一開始就將飆馬野郎定為JoJo的奇妙冒險的系列第七部。飆馬野郎的標題「STEEL BALL RUN」和概念可能參考了1981年的電影《炮彈飛車》（The Cannonball Run），或者啟發這部電影的真實比賽，參賽者駕駛汽車從紐約市比賽到洛杉磯。荒木飛呂彥對移籍到Ultra Jump給出了幾個理由：「我想創作出將動態的視覺表現與細膩的心理描寫相結合的作品」、「我受到了越來越多的史詩故事的影響，例如海外電視劇《24小時》和《魔戒》三部曲」 、「我想講述一個更大的故事，而不是像每週連載那樣」，而對於劇情增加了同性戀、家庭暴力和強姦等倫理敏感內容的描寫，荒木飛呂彥也解釋“既然我已經過了40歲，我也必須描繪倫理問題。如果只局限於年輕讀者，我的作品就會變得讓人窒息。” 故事中經常出現讓人聯想到前作的人物和場景，但荒木飛呂彥表示「我希望你將他們視為前作人物的祖先，或來自平行世界的生物」。尤其是開頭的幾個場景，與荒木飛呂彥和鬼窪浩久於2004年共同出版的漫畫《怪人偏屈列傳》中的兩個篇章故事「溫徹斯特神祕屋」和「傷寒瑪麗」有著密切的聯繫。

## 故事大綱
1890年，一場橫斷北美大陸、總長度六千公里的超長程賽馬「STEEL BALL RUN」（SBR）即將展開，這是主角喬尼·喬斯達跨越青春期、邁向大人的故事。喬尼‧喬斯達曾是頂尖騎手，但一起槍擊案使他半身不遂，他遇見了神秘男子傑洛·齊貝林，傑洛手中的旋轉鐵球讓喬尼再一次站起，喬尼為了追尋讓自己重新站起的方法，跟著傑洛參與了SBR。
表面上、SBR是由活動策劃家史蒂芬‧史提爾所組織的，但比賽的幕後主使其實是美國政府。美國總統華尼‧瓦倫泰為了蒐集散落在北美大陸上的、不可思議的聖人遺體而籌畫了這場大賽。每一份聖人遺體──故事裡暗示是耶穌的遺體──都能帶給持有者替身能力，而完整的遺體更具神力，總統的目的便是取得完整遺體以確保美國的榮耀。
SBR的起點是聖地牙哥海岸線，終點是紐約市。比賽共有3852人參加，勝者可以取得5000萬美金。比賽開始於1890年9月25日上午十點，喬尼和傑洛這對搭檔在參賽過程中相互扶持，共同對抗賽場上的競爭對手，在他們發現聖人遺體後、還必須面對總統派出的刺客。他們最終與瓦倫泰總統正面對決，總統殺死了傑洛，卻被喬尼所殺。最終、喬尼雖然沒能贏得SBR，但他在漫長的冒險中恢復了步行的能力，帶著滿心的感謝回到故鄉。

## 登場人物

### 主要角色
喬尼·喬斯達（Johnny Joestar）
配音：水島大宙（日本・VOMIC版）；梶裕貴（日本・ASB版、EOH版）
參賽號碼?-939。坐騎是11歲的阿帕盧薩馬「圓舞曲」。本作主角，第七部的JoJo。1871年生，19歲。出身美國肯塔基州的丹維爾，但童年曾住在英國，家族是沒落貴族的後裔。本名為喬納森·喬斯達（Jonathan Joestar）。為第一部同名主角喬納森‧喬斯達在平行世界的對應人物。
曾經是頂尖騎手，父親是一名優秀的馴馬師，也是富裕的牧場主。喬尼5歲就開始接觸馬匹並作為騎手活躍著，然而比他更加優秀的哥哥尼可拉斯在一場墜馬事故死去，喬尼與溺愛著哥哥的父親關係決裂並憤而離家，之後以年僅16歲的年紀就獲得了肯塔基德比的冠軍殊榮，性格逐漸開始變得傲慢目中無人，但也因此給自己帶來了災難。某日喬尼在帶著女友去看電影時因為惡意插隊，遭到被插隊的人開槍重傷導致下半身癱瘓，進而消失在賽馬界。在SBR開賽前夕邂逅傑洛，偶然觸碰到其鐵球的他竟能站起，為了得知隱藏在鐵球上的祕密，跟隨傑洛，並一同結成搭檔，尋找遺體及康復方法。在第二輪賽事中在惡魔掌心被遺體的「左手」附身，得到替身能力。之後遺體的「脊椎」讓原本癱瘓的下半身逐漸能夠移動，使得喬尼從遺體的力量中看到了希望，决定收集全部遺體。從輝煌的時代就開始與迪亞哥在賽場互相較勁，但一次也沒能贏過，因此對迪亞哥一直有著強烈的敵意。
具有「漆黑的意志」，為了達成目的可以不擇一切手段。故事初期時常因為傑洛喜歡走危險捷徑的舉動與他鬥嘴，但隨著比賽的進行，兩人的逐漸結下深厚的友誼，而傑洛亦受到喬尼的「漆黑意志」所影響。
第8輪比賽，總統成為遺體的正當所有者，喬尼被認定為“冒犯神聖遺體的邪惡”。儘管如此，他還是和傑洛一同迎戰總統，一番激戰後傑洛最後仍以些微差距死於總統之手，但喬尼繼承他的遺志讓替身最終進化為「ACT4」戰勝了總統，同時下半身也終於獲得完全康復。然而，總統死前帶來最後的王牌·平行世界的迪亞哥以及其替身「THE WORLD」卻在此時搶奪了遺體，喬尼為了取回遺體而在第9輪比賽投身於和迪亞哥的最終決戰，但早就透過總統得知ACT4能力的迪亞哥反過來利用ACT4的“無限迴轉”擊敗喬尼。失去參賽資格的喬尼陷入了被無限迴轉吞噬掉的危機，所幸在史蒂芬·史提爾的幫助下撿回了一命。在故事的結局，喬尼帶著傑洛的遺體，以及他的愛馬瓦爾基里登上開往歐洲的船。之後娶了東方則助的女兒東方理那，成為日本女婿。與理那育有兒子喬治以及一名女兒。
在《JOJOlion》中以回憶的形式登場，敘述婚後的幾年喬尼的妻子理那得到家族遺傳的不治之症命在旦夕。1901年為了挽救妻子的性命，喬尼選擇偷取遺體並將其轉移至日本，然而在妻子身體恢復健康後，喬尼發現「疾病」轉移到了兒子喬治身上，喬尼利用Act4的能力將喬治身上詛咒轉移至自己的身上，並在當晚被石頭爆頭。享年29歲，而喬尼的遺體則在當地被供奉。
獠牙（Tusk）
喬尼在惡魔掌心獲得的能力，名稱的由來是英國搖滾樂團佛利伍麥克於1979年的專輯《Tusk》。
ACT 1
【破壊力 - E / 速度 - E / 射程距離 - E / 持續力 - B / 精密動作性 - E / 成長性 - A 】
波特派哈特小子一戰中正式出現，神聖遺體的守護精靈。替身外型像是一個沒有脚的嬰兒，有時會發出「啾咪咪~」的獨特叫聲，或是說「Movere Crus（拉丁語的意思為「移動你的腳」）」。 能讓自己的指甲平平浮起後高速自轉並如刀刃般射出。
ACT 2
【破壊力 - D / 速度 - D / 射程距離 - D / 持續力 - C / 精密動作性 - D / 成長性 - A 】
與砂男一戰中出現，喬尼藉由黃金矩形發展出來的新能力，指甲繞著指尖公轉後如槍彈般射出。即使錯失目標，造成的彈孔也可在八秒內帶著氣勁追蹤敵人，造成傷害。威力比ACT 1強，但只有十發，要過一段時間才能再生(可透過嚼食藥草或喝藥草茶加速再生)。
ACT 3
【破壊力 - D / 速度 - D / 射程距離 - D / 持續力 - D / 精密動作性 - C / 成長性 - A 】
與南北戰爭一戰中出現。喬尼在神秘聖人的指引下發展出來的能力，讓指甲射向自己，並讓自己被旋轉的力量縮到無限小，再瞬間由另一個彈孔出現。
ACT 4
【破壊力 - A / 速度 - B / 射程距離 - C / 持續力 - A / 精密動作性 - B / 成長性 - E 】
近戰人型替身，喬尼藉由齊貝林一族傳聞中的「騎兵的迴轉」所發射出的爪彈。射出的指甲依照黃金比例進行無限的迴轉，其能量足以劈開時空。被攻擊的對象會被困在原地不停的迴轉，直到完全變成碎片。
傑洛·齊貝林（Gyro Zeppeli）
配音：濱田賢二（日本・VOMIC版）；三木真一郎（日本・ASB版、EOH版）
參賽號碼B-636。坐騎是4歲的血庫馬「瓦爾基里」。故事的另一個主角，1866年生，24歲。出生於那不勒斯王國，牙齒上雕著「GO! GO! ZEPPELI」的文字，臉頰上有胎記。性格輕浮，但也有著喜歡照顧人的性格。愛講冷笑話，出門時總是會帶著心愛的小熊娃娃。
傑洛本名為「尤里烏斯・凱薩・齊貝林」，第二部西撒·A·齊貝林在平行世界的對應人物，為五個兄弟中的長男。齊貝林家族是著名的醫生，也是那不勒斯王國代代相傳的劊子手。在童年時期，傑洛接受父親格雷戈里奧洛嚴格的鐵球掌控訓練以及醫學知識，同時也對馬術產生濃厚的興趣，在九歲之前就開始學習騎馬。而國王的僕人每個月都會造訪傑洛的家並詢問他的年齡。13歲時隨父親進宮學習行刑過程。他最初是父親的助手兼學徒外科醫生，並於25歲時正式接下家族的職務，但由於擦鞋童馬可的冤獄事件、傑洛決定參加SBR比賽並取得優勝以增長國家聲譽，試圖以此讓國王特赦該犯人。
初期的傑洛自大而好鬥，看不起喬尼，但後來被他想參加比賽拼命馴服頑劣賽馬的毅力感動，在比賽中與喬尼成為搭檔行動，並教導他旋轉鐵球的技術。喜歡走危險的捷徑。對任何選手都抱持著侵略性的警戒心，並不擇手段的擊退領先他的人，但又抱持著不殺人的原則。在第一輪比賽以鐵球和大膽的馬術領先成為第一名，但由於被發現對其他選手使用鐵球來干擾，在記錄中被降到了第21名。由於他隱瞞自己的那不勒斯國籍參加了比賽，並憑藉著高超的鐵球技術和大膽的騎術在第一階段贏得了冠軍。立刻引起了人們的注意，卻也導致美國總統瓦倫泰懷疑他的目標是獲得“聖人遺體”，而且可能已經得到了。因此從第二輪比賽開始，他成了恐怖分子和替身使者的追殺目標。第三輪比賽，大總統的刺客費迪南特博士把迪亞哥和整個小鎮的居民變成恐龍襲擊喬尼和傑洛，就在兩人險些被恐龍化時，傑洛因為遺體的「右眼球」，得到了能夠掃描敵人弱點的能力並順利擊敗費迪南特博士。但在第四輪比賽由於得知露西想拯救丈夫史蒂芬的決心，於是將右眼球交給了她，為此失去了「掃描」的能力。在第三輪賽事的終點前，傑洛因為執著於跟迪亞哥分出高下而不顧坐騎的身體狀況，被喬尼指出只是被家族的傳承和赦免冤獄事件推動著，但內心深處卻沒有任何想贏過對手的「饑渴感」，只是把自己一再逼入絕境，在與大總統的刺客林可對戰時，又再度被林可批評為「應對者」，缺乏像喬尼那樣為了追求一個目標而犧牲所有道德的漆黑意志，遂拒絕與傑洛決鬥，最終因這番話而醒悟的傑洛改變了自己以往的思維，並成功擊敗林可獲得其認同，林可用臨終遺言歡迎傑洛來到“男子漢的世界”。
在第八輪賽事中與大總統以及獲得愛之列車能力的D4C展開激鬥。 雖然一度因為領悟了“騎兵迴轉”處於優勢，但最終仍以微弱的差距敗於大總統。死前將自己的本名告訴喬尼後靈魂升天。
荒木飛呂彥在法國作家安達正勝於2003年出版的書籍『死刑執行者桑松，斬下國王路易十六頭顱的男人』封面中證實，傑洛的創作原型是法國大革命時期真實存在的劊子手夏爾·亨利·桑松。
鐵球
並非替身能力，而是齊貝林一族代代相傳的技術。透過投擲旋轉的鐵球，可以釋放一種特殊的回旋能量，對生物的肉體更能產生特別的作用。透過存在於自然界之中的「黃金矩形」來依此施展的「黃金回旋」才能發揮鐵球技術的真正力量。
掃描（Scan）
透過遺體的眼球部位而使用的能力，能透過右眼來更精密地看物體，也能看見對手的弱點。
鐵球破壞者（Ball Breaker）
【破壊力 - A / 速度 - A / 射程距離 - D / 持續力 - B / 精密動作性 - C / 成長性 - B 】
使出齊貝林一族不曾出現過的『騎兵的迴轉』後，夾帶重力的能量所具現化成的形體，這份迴轉的能量能夠穿越次元之壁，被其能量掃到的人身體將會出現老化現象。
名稱的由來是澳大利亞樂團AC/DC於1995年的專輯《Ballbreaker》。
迪亞哥·布蘭度（Diego Brando）
配音：加藤將之（日本・VOMIC版）；子安武人（日本・ASB版、EOH版）
參賽號碼?-001。坐騎是4歲的 阿拉伯馬加純種馬混血「銀色子彈」。冠軍候補之一。為迪奧在平行世界中的對應角色。迪亞哥出身貧寒，父母最初打算將剛出生的他丟到河裡淹死，但母親因為罪惡感跳河拯救兒子，而父親達利歐則隨即拋棄他們離去，之後，在附近的農場工人的幫助下，一起在農場生活。5歲的時候，那位農工由於多次向迪亞哥的母親求愛不成，於是心生怨恨破壞了母子兩人配餐時的餐具，迪亞哥因為沒有餐具的困擾，想將飯菜裝在鞋子裏，但母親斥責了他，並讓自己的手充當盤子接過滾燙的熱湯，在受到嚴重燒傷的情況下讓迪亞哥吃到了飯菜。ㄧ年後，母親因為破傷風在年僅23歲時去世。迪亞哥發誓要向包括農工和父親在內折磨其母親的人復仇。然後立志站在社會的頂點。童年時曾在喬斯達家的馬廄工作，親眼目睹了喬尼的哥哥尼可拉斯墜馬死亡。而喬尼在各個賽馬比賽中與他較勁但從來都沒有贏過，被喬尼稱之為「饑渴者」，不管是馬術、地位、食物都要不擇手段的爭奪到手。在外界也有不少負面傳言，例如在少年時期迎娶一位年近九十的有錢老婦人並在其死後獲得一筆龐大遺產。他透過與生俱來的馬術才能成為賽馬界貴公子，他能觀察「馬的習慣」、並透過這種習慣找出獲勝的方法。在SBR大賽中，他在每個關卡都取得相當優異的成績。
在第三輪賽事中，被費迪南特博士的替身「駭人惡獸」恐龍化阻擋在喬尼等人面前。在費迪南特博士戰敗後，他不但得到遺體的「左眼球」，還奪取了博士的替身使之成為自己的能力。 但由於過於重視與傑洛一決勝負導致第一次輸給了喬尼。第四輪賽事他在暴風雨中持續與喬尼、傑洛競爭，但在兩人有默契的合作下落馬，排名跌至54。為此他與兩人正式結下樑子並誓言回歸和對他們復仇。
第五輪賽事中，為了得到名譽和權力，以「能提供潛入政府內部的內鬼的情報」為條件向總統出售遺體。同時也向總統要求「曼哈頓島市長的寶座」，但內心卻想著自己要把遺體全部掌握在手中。在第8輪比賽與赫特·潘茲聯手，在列車上向總統發起攻擊時勇猛無畏，但總統在臨死前抓住了迪亞哥的下半身，並在和他一起跌落列車車輪下的同時把自己的頭髮捲入車輪和鐵路之間產生偶然，發動了替身能力把一個平行世界的自己帶過來。而不知情的迪亞哥身體則是慘遭列車腰斬，直到死前他都以為自己已經跟總統同歸於盡。 
駭人惡獸（Scary Monsters）
【破壊力 - B / 速度 - B / 射程距離 - D / 持續力 - A / 精密動作性 - C / 成長性 - B 】
藉由從費迪南特博士得到的「遺體之力」保留下來的替身能力，能將自己變成馳龍科（迅猛龍）的恐龍，利用恐龍優勢（如超越一般生物的速度及力量）進行攻擊，不過靜態視力會變差，但動態視力會非常良好。亦可以將人或動物感染成恐龍，受其操控。所以也能率領成群的大小恐龍圍攻敵人。
名稱的由來是英國搖滾音樂家大衛·鮑伊於1980年的專輯《Scary Monsters》。
平行世界的迪亞哥·布蘭度（Diego Brando from Another World）
由大總統的替身能力「D4C」從平行世界帶過來的另一個迪亞哥。作為繼承人被託付了「聖人的遺體」的回收任務，代替在基本世界已經死去的迪亞哥擠進Stage.08～Stage.09的最終賽事，作為本作最後的反派與喬尼對決。從總統那裡得到了情報，以犧牲一隻腳為代價利用喬尼的替身ACT4反過來擊敗喬尼。成為了整場SBR最後一輪的冠軍。獲勝後他遵從總統遺囑，將「聖人遺體」帶往地下防空壕。但此時露西也把基本世界已經死去的迪亞哥的頭顱砍下帶往防空壕，迪亞哥因為脚受傷無法逃脫，與不同世界的兩個頭部接觸後崩潰死亡。之後，由於比賽的主辦方找不到迪亞哥，加上在列車附近發現了基本世界迪亞哥的坐騎，因此被認定違反了中途換馬的比賽規則遭取消冠軍資格，冠軍由第二名的波克洛克頂替。
THE WORLD
【破壊力 - ? / 速度 - ? / 射程距離 - ? / 持續力 - ? / 精密動作性 - ? / 成長性 - ? 】
由大總統的替身能力「D4C」從平行世界帶過來的另一個迪亞哥所持有的替身，能暫停自己以外整個世界五秒鐘的時間。
與第三部迪奧的替身「世界」差別在於膝蓋不是愛心而是大寫的D。
法尼·瓦倫泰（Funny Valentine）
配音：加瀨康之（日本・ASB版、EOH版）
第七部的最終反派。第23任美國總統（本作品虛構，真正的第23任美國總統是班傑明·哈里森），初期被描繪為肥胖體型，但在故事中期轉變成了體格苗條的男子。
法尼出生於1847年9月20日。是英國貴族的後裔。然而隨著時間的流逝，他的家族失去了祖傳的土地，飽受屈辱。小時候法尼的父親參軍入伍期間遭到敵人俘虜，並因敵人想了解他的連隊而遭受酷刑的。然而，父親始終沒有透露任何消息，因為這塊縫有自己兒子出生日期的手帕提醒著他，他正在保衛他的家人和國家。以及由此而生的愛國心，讓他到死也沒有向敵人屈服，而法尼從小就從父親的摯友瓦倫泰上尉那裡學到了這一點。那條父親當時送給他，繡有自己出生日期的手帕作從此成為了他的慰藉。之後母親再婚，瓦倫泰成為了他的繼父，法尼也以“瓦倫泰”作為自己的姓氏。後來，他畢業於哈佛大學。
瓦倫泰長大後加入軍隊，期間他被敵人俘虜，遭受了殘酷的折磨，背上留下了拷問所造成的星條旗型舊傷。後來他與軍隊在聖地牙哥沙漠的一次軍演中遇難，瀕死的瓦倫泰偶然在流沙中發現了「神聖遺體」的心臟，奇蹟般地生還。經歷這件事後感到了某種宿命，决定收集遺體的全部。他的政治之途一路順遂、並當上了總統。他具有高度的愛國心，一切的行動都是為了美國的榮耀，能為了美國的榮耀用盡任何手段、不惜一切代價，並認為自己的愛國行為沒有一絲錯誤。他在人民之間的支持度高達90%。
他是促成SBR大賽的關鍵人物，透過SBR大賽策劃著蒐集「遺體」的陰謀，目的是將神聖遺體放在曼哈頓的保險庫中，以遺體之力將美國變成世界的中心。在此過程中，他對同樣試圖收集「聖人遺體」的喬尼和傑洛產生了敵意，並利用自己的地位派遣各種刺客追擊。同時，他也暗中與砂男和迪亞哥等競速賽的參賽者進行接觸和交易，試圖在阻撓喬尼等人的同時收集遺體。自己一直以總統的身份觀看比賽並觀察局勢，但從第七賽段開始，他親自出手。他突然出現在蓋茨堡，在與喬尼戰鬥的艾賽爾·RO背後開槍，奪走了他除了頭部以外的所有遺體。
在第八階段，他回到費城，發現自己的妻子史嘉莉的真實身分是露西，同時也得知她懷上了屍體的頭顱。之後，他一邊消滅威卡畢伯、迪亞哥、赫特潘茲等人，一邊控制了露西，並將所有遺體都收歸己用。由於遺體的庇護，瓦倫泰獲得了新的能力“愛之列車”，並擊敗了傑洛。但最終D4C和愛之列車被喬尼進化後的替身牙4的「無限迴旋」擊敗。在絕境中，他向喬尼提出了一個交易，以停止迴轉換取傑洛從異世界回來。但喬尼並沒有完全被瓦倫泰的話語蠱惑，這讓他的本性暴露，打算開槍偷襲喬尼。最後在爪彈與子彈的決鬥中，瓦倫泰被子彈射穿頭部而亡，而D4C和他的身體也在旋轉的能量中崩塌，消失在了另一個空間。但此前瓦倫泰在紐約地下建造了一個特殊的避難所，以防遺體被盜。此外，為了確保自己最終會失敗，瓦倫泰在平行世界找到了迪亞哥，告知了他牙4的弱點，並委託他消滅喬尼封印遺體。比賽結束時，他受到了民眾的熱烈讚揚，但官方說法是，自從他離開費城獨立宣言大廈後就下落不明了。
名字取自爵士標準曲〈My Funny Valentine〉。
極為輕易實現的要命行徑/惡行易施（Dirty Deeds Done Dirt Cheap）
【破壊力 - A / 速度 - A / 射程距離 - C / 持續力 - A / 精密動作性 - A / 成長性 - A 】
簡稱為D・D・D・D・C或D4C（ディー・フォー・シー）。人形替身，頭上有兩個像是兔子的角。能力是可以讓本體在基本世界（遺體存在的世界）和無數的平行世界之間自由穿梭，並可將人或物品拉入或拉出平行世界。當本體處在任意兩個物體間「縫隙」之中，例如「門和牆壁的縫隙」、「國旗與地面的縫隙」時即可瞬間發動能力。
依據同一個世界中不可存在兩個「同一人物」的法則，被總統拉入其他世界的人或物品，會與原本存在與該世界的同一人、物相互吸引，並逐漸崩壞，但擁有D4C能力的總統則不受影響，還能把平行世界的自己帶來其所在的世界一起戰鬥。另外只要在本體死亡前，D4C來得及穿梭到平行世界依附到該世界的自己身上，該人便能繼承替身能力與本體一切經歷成為新的總統，從而實現近乎不死之身。
名稱的由來是澳大利亞樂團AC/DC於1976年的專輯《Dirty Deeds Done Dirt Cheap》。
D4C -Love Train-
【破壊力 - A / 速度 - A / 射程距離 - C / 持續力 - A / 精密動作性 - A / 成長性 - C 】
D4C在得到遺體之力後進化的版本，會將自身遭遇到的不幸沿著平行空間的空隙隨機傳送到世界某處的人身上，呈現無敵的狀態。
名稱的由來是美國R&B團體歐傑斯合唱團於1972年的歌曲〈Love Train〉。

### SBR參賽者
砂男（Sandman）
配音：野島裕史（日本・ASB版、EOH版）
參賽號碼C-990。來自亞利桑那州的印地安人。來自綽號「大地的俊足」。是唯一徒步參賽的選手。實際名稱為音人(サウンドマン, Soundman)。因為學習了白人知識而擁有靈活的頭腦，但並沒有被部落的同胞所接受，感嘆部落的思維方式在現代已經行不通。於是想藉由參賽取得優勝獎金，並買回被白人奪走的「祖靈的土地」。他的姐姐聽聞後將父母過世時遺留下的綠寶石作為他參賽的費用。在比賽中不使用馬，只靠自己的脚以獲得冠軍為目標（即跑步以終點為目標）。通過特殊的跑法和柔軟的肌肉，讓他獲得和馬一樣快的速度及跑長距離。在第1輪賽事的短跑中排名因傑洛的犯規而調整為第一名，與其他冠軍候補不相上下。
然而在比賽過程中由於得知了圍繞著聖人遺體的陰謀，認為與其拼命去獲得冠軍獎金，不如與總統進行交易更現實，於是在第5輪賽事與迪亞哥合作瞄準喬尼持有的遺體。 利用替身能力和地形的戰術使喬尼和傑洛陷入無法動彈的困境。最終學會了黃金長方形的喬尼讓替身進化成ACT2並使用追蹤爪彈擊敗了砂男，臨終前他對於自己做過的是沒有一絲絲的後悔，但唯一關心的人只有自己的姐姐。
名字取自美國歌手哈利·尼爾森於1976年的專輯《Sandman》。
寂靜之路（In a Silent Way）
【破壊力 - C / 速度 - C / 射程距離 - D / 持續力 - A / 精密動作性 - D / 成長性 - B 】
人型，可將「切割聲」、「破壞聲」、「燃燒聲」等聲音化為實體依附在目標上，一旦碰觸到實體化的聲音，便會遭受一樣的傷害。水中交錯增幅效果最明顯，可造成更大破壞。
名稱的由來是美國爵士樂演奏家邁爾士·戴維斯於1969年的專輯《In a Silent Way》。
曼登·提姆（Mountain Tim）
參賽號碼不明。坐騎是5歲的美洲野馬「天空上的幽靈騎士」。優勝候補之一。懷俄明州出身的牛仔，31歲，因每年會帶著三千頭牛進行四千公里的遊牧生活而出名。為調查大賽期間發生的殺人事件、而被任命為臨時保安官。年輕時隸屬美國陸軍第7騎兵團，包含他在內的軍隊受困於名為「惡魔掌心」的沙漠地帶，幾乎全數遇難，他成為唯一的倖存者並獲得了替身能力。第二輪賽事中被奧耶哥摩巴的替身重創退出比賽。
對露西·史提爾抱有好感。為保護露西免於受大總統刺客的追殺，最終被布拉克摩亞殺害。
名字取自美國搖滾樂和藍調樂團歐曼兄弟樂團的歌曲〈Mountain Jam〉。
喔！寂寞的我（Oh! Lonesome Me）
【破壊力 - E / 速度 - C / 射程距離 - C / 持續力 - B / 精密動作性 - C / 成長性 - D 】
可隨意將碰觸到的繩索之人的肉體分開於繩索上，並組合回原貌。
名稱的由來是美國鄉村音樂作家唐·吉布森於1958年的專輯《Oh Lonesome Me》。
烏爾穆德·阿布德爾
參賽號碼不明。坐騎是駱駝。優勝候補之一。第三部阿布德爾在平行世界的對應人物。埃及的流浪遊牧民族。有著每年騎駱駝跨越薩哈拉沙漠的壯舉。 比賽開始時利用駱駝巨大的身軀向傑洛發動襲擊。 但是因為被傑洛躲開而一頭栽進仙人掌堆中出局。
懷德·汗
參賽號碼不明。坐騎是4歲的布洛涅馬「#1」。優勝候補之一。出身蒙古國的東洋馬術名人。成吉思汗的子孫。在比賽第五局被砂男當成發動替身能力的棋子變成碎塊死亡。
波克洛克（Pocoloco）
配音：日本・VOMIC版（日本）；岡林史泰（台灣）；日本・ASB版、EOH版（香港）；川津泰彦（中國大陸）
參賽號碼A-777。坐騎是4歲的美洲奎特馬「Hey Ya!」。喬治亞州的黑人青年，21歲。父母是廢奴主義的第二代農民。個性散漫懶惰、騎術三流，但被占卜師占卜後變得十分幸運，為過無憂慮的生活參賽。在故事的結局獲得冠軍。
名字取自美國爵士鋼琴家巴德波威爾於1951年的歌曲〈Un Poco Loco〉。
Hey Ya!
【破壊力 - E / 速度 - E / 射程距離 - E / 持續力 - B / 精密動作性 - E / 成長性 - E 】
瘦小人型，無法讓本體擁有絕佳好運，但會隨時給予建議與鼓勵，協助波克洛克成功。
名稱的由來是美國樂團流浪者合唱團的歌曲〈Hey Ya!〉。
勒克圖戈男爵（Baron Roocatugo）
參賽號碼不明。德國賽車手。相信自己的汽車能跑得比馬更快，但由於燃料消耗而在第一輪就退出了比賽。
祊玢一家（The Boomboom Family）
追殺齊貝林的父子三人殺手家族，三人都是替身使者。
三人名字來自於美國樂團流浪者合唱團的成員Benjamin、André、Lauren，姓氏與替身名稱則來自於流浪者合唱團於2003年的歌曲〈Tomb of the Boom〉。
班傑明・祊玢（Benjamin Boomboom）
配音：山路和弘（日本・ASB版、EOH版）
參賽號碼C-449。坐騎是4歲的美洲奎特馬「Crosstown Traffic」。祊玢一家的父親，性格殘酷。曾因為墜落山崖被削掉下巴，下巴處戴著鐵片。擅長利用鐵砂改變容貌。在Stage.01時殺了三位參賽者，並利用曼登‧提姆追蹤傑洛與喬尼，最後被覺醒了替身能力的喬尼打敗。
盛世之墓1（Tomb of the Boom 1）
【破壊力 - D / 速度 - C / 射程距離 - C / 持續力 - B / 精密動作性 - C / 成長性 - C 】
砂狀長舌人型，操控鐵的能力，可將鐵塊吸入臉部改變臉型及容貌。
安得列・祊玢（Andre Boomboom）
參賽號碼C-450。坐騎是3歲的美洲奎特馬「狐狸小姐」。祊玢一家的長男，有嚴重的受虐癖，會伴隨自殺攻擊來發動替身能力。與傑洛對峙時被其攻擊在肚子上開了個大洞，又為了讓傑洛帶有磁力，被父親用槍打穿。最後死於負傷過重。
盛世之墓2（Tomb of the Boom 2）
【破壊力 - D / 速度 - C / 射程距離 - C / 持續力 - B / 精密動作性 - C / 成長性 - C 】
六腳人型，讓碰到本體血液的人磁鐵化，距離本體越近引力越強。
L．A．祊玢（L.A. Boomboom）
參賽號碼C-451。坐騎是3歲的美洲奎特馬「小翅膀」。祊玢一家的次男，與母親一樣有著弱氣的性格。因父親和哥哥被傑洛等人打敗，感到憤怒的他在打算殺死喬尼時被其替身能力切斷腳掌而停留在「惡魔掌心」就此下落不明。但在喬尼等人離開前透露他們父子三人與先前的修特羅海姆、密森斯·羅賓斯其實全都是受僱於某人，為了得到賞金而打算殺死傑洛。
盛世之墓3（Tomb of the Boom 3）
【破壊力 - D / 速度 - C / 射程距離 - C / 持續力 - B / 精密動作性 - C / 成長性 - C 】
砂狀人型，操控沙鐵進行攻擊或束縛對手。
赫特·潘茲（Hot Pants）
配音：豐口惠（日本・ASB版、EOH版）
參賽號碼不明。坐騎是3歲的美洲野馬 「Get Up」。 女扮男裝參加比賽的原羅馬教廷的修女。年幼時上山途中遇到熊，下意識地將同行的弟弟推向熊處，導致他遭殺害。後來因歸咎成為修女。
參賽目的是為了回收神聖的遺體，令自己得以贖罪。於第三輪賽事正式登場，並比位居第二名的喬尼還早了一小時抵達終點。第四輪比賽中因為買來要當糧食的牛被殺，誤以為喬尼和傑洛是偷牛賊而對兩人發動攻擊，釐清誤會後本想直接離開，但卻受到大總統的刺客林可·羅德艾根的替身影響，在柏拉圖果園迷路，與傑洛和喬尼共同對戰。在遭到林可攻擊失去意識的時候被喬尼發現是女性。 在第五輪比賽中治療了在與砂男戰鬥後受傷的喬尼、傑洛和東方憲助，順道奪走喬尼得到的神聖遺體。之後，她利用大總統刺客麥克·O的替身能力殺害總統夫人斯佳麗，把接近大總統的露西用肉噴霧偽裝成斯佳麗的模樣，並成功獲得了遺體的心臟和雙耳，由於離別前要求露西把襲擊總統夫妻的罪名全部推給自己而退出了比賽。 第七輪比賽落入大總統的刺客艾薩爾·RO的陷阱，失去全部的遺體。第八輪比賽與迪亞哥聯手意圖暗殺大總統失敗，從行駛的火車摔出地面身亡。
名字取自美國歌手詹姆士·布朗於1970年的歌曲〈Hot Pants〉。
護霜旅行者（Cream Starter）
【破壊力 - D / 速度 - C / 射程距離 - C / 持續力 - A / 精密動作性 - E / 成長性 - B 】
噴罐外型，可將肉體轉化成奶油狀噴出，噴射的肉霧可造成傷害或黏附在目標上，也可以用來治療受傷的肉體，甚至改變自己或他人的外貌。若在接觸對手的的身體狀況下使用，則能削減對手的肉體。可藉由噴霧器產生肉泥令手腕轉移，也可產生鞭狀肉。
名稱的由來是英國電子舞曲樂團超凡樂團於1996年的歌曲〈Firestarter〉。
東方憲助（Norisuke Higashikata）
參賽號碼不明。坐騎是4歲的巴伐利亞溫血馬「炎」。出身於明治時期日本 仙台藩。有兩個肚臍的老人，68歲。東方理那的父親，喬尼·喬斯達的岳父。在故事終章獲得大賽第二名。
比賽後利用獎金開展了水果進口的事業，並成為當地名門東方家的開創者。
與第四部的主人公東方仗助同姓。
高邱
參賽號碼不明。坐騎是4歲的阿帕盧薩馬「銷釘」。出身西班牙王國。在第一到第三輪留下好成績的騎手。但在第四輪不幸遇到林可，在與他的決鬥中失敗被殺。
弗雷茲·馮·修特羅海姆
參賽號碼不明。坐騎是4歲的特雷克納「歐洲列車」。德意志帝國出身。第二部的角色修特羅海姆在平行世界的對應人物。半身是機械的騎手，右手的假手上裝著槍。第一輪比賽獲得第7名。第二輪比賽中利用自身的武裝向傑洛發動攻擊但被輕易擊退。
密森斯·羅賓斯
參賽號碼不明。坐騎是7歲的阿帕盧薩馬「老鷹之歌」。出身墨西哥的沙漠之村。在體內飼養大量的甲蟲，並操縱甲蟲觸碰吊鏈仙人掌發動飛針來攻擊對手。
奧耶哥摩巴（Oyecomova）
參賽號碼?-242。那不勒斯王國的恐怖份子，曾利用炸彈暗殺國王但失敗被捕，在判處死刑前在守衛的耳朵內偷偷灌入炸藥後趁著爆炸逃獄。在穿越「惡魔掌心」時覺醒替身能力。為搶奪國王給傑洛準備的禮物「殭屍馬」而襲擊傑洛一行人，最後被喬尼與傑洛聯手打敗。
聆聽我的旋律
【破壊力 - B / 速度 - C / 射程距離 - C / 持續力 - B / 精密動作性 - E / 成長性 - C 】
人型，藉由碰觸對手在目標身上放置保險針，保險鬆脫後引爆造成傷害，或是碰觸到自己身體的固體、液體、氣體都會成為有保險針的地雷炸彈。
不論是本體還是替身的名字都來自美國爵士樂家提托·普安提於1962年的歌曲〈Oye Como Va〉，不過替身的名字使用的是該曲名的日文翻譯。

### 總統手下的刺客
波特派哈特小子（Pork Pie Hat Kid）
第一位登場的刺客，於Stage.02登場。外表像一個瘦骨如柴的光頭男孩，在頭上綁著大量的竹子。似乎對正常生活沒有什麼概念，並表現出一些令人怪異的習慣。例如吞鋼筆的墨水和整個咖啡壺。在沙漠中襲擊喬尼和傑洛先是綁走傑洛，又接連奪取兩人的馬和行李，並企圖奪走喬尼左手的聖人遺體，被覺醒替身的喬尼重創，但他以傑洛為人質逼迫喬尼交出了遺體，在打算帶著遺體逃走時，被傑洛用計讓遺體的指甲產生迴轉爪彈後瞬間擊敗。
名字取自爵士標準曲〈Goodbye Pork Pie Hat〉。
連線（Wired）
【破壊力 - D / 速度 - B / 射程距離 - B / 持續力 - B / 精密動作性 - D / 成長性 - D 】
鋼鐵絞盤型，藏於本體口中，可以極強的力量將尾端附有釣鉤的鋼索捲回來。鋼索可藉由乘水的盤子透過異空間垂掛於空中，伺機攻擊。釣鉤加裝任何物體當作釣餌，即可在釣餌所在處釣起目標物。
名稱的由來是英國搖滾吉他手傑夫·貝克於1976年的專輯《Wired》。
費迪南特博士（Dr. Ferdinand）
第二位登場的刺客，於Stage.03登場。地質學者，穿著像貴婦的男性。兩年前於亞利桑那州調查「惡魔掌心」時覺醒了替身能力。把山上的美洲獅群、一整個小鎮的居民以及迪亞哥全部變成恐龍襲擊喬尼和傑洛，在被兩人合力擊敗後遭到恢復原狀的美洲獅群圍攻。
名字取自英國獨立搖滾組合法蘭茲·費迪南。
駭人惡獸（Scary Monsters）
【破壊力 - B / 速度 - B / 射程距離 - D / 持續力 - A / 精密動作性 - C / 成長性 - B 】
可將任何生物變成恐龍，並控制其意志藉由恐龍優異的生物本能進行攻擊，但無法作用在自己身上。恐龍化的生物會繼續感染其他遭到攻擊的對象。
名稱的由來是英國搖滾音樂家大衛·鮑伊於1980年的專輯Scary Monsters。
林可·羅德艾根（Ringo Roadagain）
配音：安元洋貴（日本・ASB版、EOH版）
第三位登場的刺客。於Stage.04登場。潛藏在果樹園的男子，有著獨特的「男子漢的世界」美學。自幼患有一種會破皮的怪病，加上身為逃兵的父親在被逮捕後不久便死於獄中，於是母親帶著林可和姊姊逃往鄉下居住，某天一個強盜闖入家中殺死母親與姊姊並打算侵犯林可，使得林可無意間覺醒了替身能力殺死了強盜，一直以來糾纏著自己的怪病也在這個期間不藥而癒。使他領悟到唯有在心中產生漆黑意志才能獲得勝利。在第四輪比賽中利用替身能力讓選手們在他所處的果樹園迷路，先後打倒喬尼和赫特·潘茲，並綁架了持有聖人遺體的喬尼，把遺體的情報透過信鴿傳送給大總統。因為看出傑洛的遲疑而拒絕與其決鬥，他巨大的信念深深影響了傑洛後來的思維，最終被再度抱持覺悟的傑洛殺死，死前以一句「歡迎來到男子漢的世界」讚揚傑洛。
名字取自英國音樂人林哥·史達，姓氏則取自美國歌手威利·尼爾森的歌曲〈On the Road Again〉。
男人領域（Mandom）
【破壊力 - 無 / 速度 - A / 射程距離 - 無 / 持續力 - C / 精密動作性 - 無 / 成長性 - E 】
僅有頭部與數隻觸手的外型，藉由旋轉手錶的旋鈕來發動能力，可讓時間倒轉六秒，時間回溯後只有自己和面前的對手仍會保有這六秒間的記憶(因為意識到時間倒帶)。只要間隔六秒以上，即可不斷發動能力。是全系列第一個非最終反派所擁有能操控時間的替身。
名稱的由來是美國鄉村與流行歌手傑里·華萊士的專輯《Mandom》。
布拉克摩亞（Blackmore）
大總統手下的替身使者。於Stage.04登場。擔任大總統的保全警衛。口頭禪是「不好意思」。他擁有警方的調查許可權，追跡洞察力强，在與大總統去鴿舍取得林可的兩隻飛鴿傳書時發現其中一隻鴿子失蹤，從鴿子淋濕的狀況和鴿舍門鎖螺絲鬆動等些微線索中得知盜取林可的傳書的入侵者（露西．史提爾）。與庇護她的曼登．提姆交戰並槍殺了他。在抓住露西準備搶奪其手中的遺體「脊椎」時，親眼目睹被認為是遺體主人的「聖人」，有一瞬間起了想侵佔遺體的念頭，但由於過於興奮而失去了冷靜被露西開槍擊中，受到了致命傷。在用雨點止血爭取最後一點時間的同時，也認為自己的大意是一時的貪婪所受到了懲罰，出於對遺體的信仰和對總統的忠誠心繼續追跡露西。最終，他與傑洛和喬尼交戰，因傑洛用鐵球的旋轉蒸發雨水的緣故，被鐵球正面擊中，同時在剛好雨停的情況下傷口失去雨水的加護失血死亡。
名字取自英國搖滾吉他手瑞奇·布萊克摩爾。
暴風雨之夜/彩虹捕手（Catch The Rainbow）
【破壊力 - C / 速度 - C/ 射程距離 - B / 持續力 - B / 精密動作性 - D / 成長性 - D 】
面具狀，戴覆於本體臉部。能力是將雨滴徹底固定於空中，使雨水不受重力影響，或將雨水變化成如水刀般鋒利對敵人造成傷害。也可藉由穿越身體的雨滴將肉體打散，重組於目標處進行攻擊。或將雨滴凝結成冰堵住傷口止血。此外，本體可步行於固定的雨滴上。
名稱的由來是英國搖滾樂團彩虹合唱團於1975年的歌曲〈Catch The Rainbow〉。
神秘11人眾（The Eleven Men）
十一人為一組的殺手團隊，所有人的長相都相似、並且有相同的替身能力。
登場於Stage.06，前來奪取喬尼與傑洛身上的聖遺體。最後在戰到剩下最後一人的情況下，喬尼與傑洛決定用聖遺體來與這位「倖存者」的葡萄酒做交換，以解除香糖山的替身效果。
為你紋身!（TATOO YOU!）
【破壊力 - 無 / 速度 - E / 射程距離 - C / 持續力 - B / 精密動作性 - E / 成長性 - E 】
十一人所共有的替身能力，可透過畫在背上的圖案自由進行空間移動，從另一人背後冒出來。
名稱的由來是英國搖滾樂樂團滾石樂團於1981年的專輯《Tattoo You》。
麥克·O（Mike O）
大總統手下的替身使者。於Stage.06登場。莫西幹頭的黑人男子。語尾會加上「～的世界」。用自己的替身能力作為白宮的防禦設施。對大總統夫妻有著強烈的忠誠心。從與迪亞哥那裡接觸得到的情報中尋找政府內的內鬼，是繼布拉克摩亞後第二位得知露西是入侵者的人，並利用替身追擊她，但替身卻反過來被亂入戰鬥的赫特·潘茲利用誤殺了總統夫人，隨後他與赫特·潘茲交戰，一度處於優勢，然而赫特·潘茲事先用肉噴霧把微小的肉顆粒扔到了他的肺裏。導致他的在對釘子用力吹氣時因為肺部充滿過多的空氣而自爆身亡。
名字取自英國電子音樂家麥克·歐菲赫特·爾德。
管鐘（Tubular Bells）
【破壊力 - D / 速度 - D / 射程距離 - D / 持續力 - A / 精密動作性 - E / 成長性 - B 】
能對金屬吹氣膨脹成氣球狀，再塑造成動物狀，並保有該動物的生物特徵，並鑽入人體內，破壞敵人的身體組織。
名稱的由來是麥克·歐菲爾德於1973年的專輯《Tubular Bells》。
威卡畢博（Wekapipo）
配音：成田劍（日本・ASB版、EOH版）
於Stage.06登場。與馬傑特·馬傑特一同行動。與原那不勒斯王國護衛官，為了幫助被妹婿凌辱的妹妹離婚而與妹婿以鐵球決鬥，雖然贏了卻也遭到國家放逐。
第六輪賽事與馬傑特・馬傑特合作襲擊喬尼與傑洛，在與傑洛的鐵球對決中戰敗，但得知妹妹被齊貝林家族藏匿到鄉下平安無事後被其感化，轉而背叛馬傑特開始協助保護史提爾夫婦。最後與迪亞哥從另一個世界帶回來的威卡畢博相碰而消滅。
名字取自日本流行組合靈魂出竅於2003年的單曲〈ウェカピポ（Wekapipo）〉。
碎裂的鐵球（Wrecking Ball）
非替身能力，不同於齊貝林一族的鐵球，是為了保護皇族而發展出的鐵球，球上嵌有14個小顆、可脫離的「衛星」以增加傷害。
即使鐵球沒有砸中對象，其產生的衝擊波使對象造成「左半身失調」的認知錯誤，即完全無法認知自己乃至其他事物的左半邊，此現象在幾十秒後會消退。
名稱來自於加拿大搖滾歌手尼爾·楊於1989年的歌曲Wrecking Ball。
馬傑特·馬傑特（Magenta Magenta）
於Stage.06登場。頭戴博萊羅帽的捲髮男子。聒噪且習慣性差。在冰之海峽與威卡畢博一起襲擊喬尼與傑洛，卻太早解除替身能力，反遭傑洛趁隙轟掉左眼，而威卡畢博也因背叛將其拋棄於雪原中。在迪亞哥的幫助之下才得以生還。
之後為了向威卡畢博報仇而襲擊史帝芬‧史提爾，與威卡畢博一戰。最後被連著馬車車軸的鋼索給纏住而沉入德拉拉威河底，為了不溺斃而展開替身，卻也因此無法脫身。
心中期待迪亞哥會再度出現來拯救自己，等待到最後迪亞哥都沒有出現，於是既不再等待，也放棄了思考。
名字取自日本流行組合靈魂出竅於2004年的單曲〈Magenta Magenta〉。
20世紀少年（20th Century Boy）
【破壊力 - 無 / 速度 - C / 射程距離 - 無 / 持續力 - A / 精密動作性 - D / 成長性 - C 】
人型，將替身覆蓋在身上，把所有攻擊性能量導向地表，藉此進行防禦避開攻擊。替身發動時候，本體無法行動。
名稱的由來是英國搖滾樂團暴龍樂團於1973年的歌曲〈20th Century Boy〉。
艾薩爾·RO（Axl RO）
配音：八代拓（日本・ASB版、EOH版）
於Stage.07登場，軍人打扮的男子。年輕時本想成為一名音樂家，但1863年美國內戰期間被徵召入伍。在一個偏遠的城鎮當瞭望員。他被長官要求獨自一人駐守在一棵樹上，他唯一一份工作就是點亮一盞燈，以警告附近的阿兵哥任何即將到來的敵軍。由於沒有人可以說話，他靠酒精來緩解內心絕望和孤獨。 然而他因為酗酒睡過頭，當他從隱蔽的位置醒來時，發現敵軍已經向小鎮發起了進攻。因為害怕被靠近的敵軍發現自身的存在，而忽視命令不點燃燈傳遞訊息使自己所屬的軍隊全滅，鎮民也悉數被殺。此事成為了他此生最大的罪過。經歷給他帶來了很多痛苦，他認為自己是一個罪人。因為懷有嚴重的內疚感，他試圖通過自己的替身將這種內疚感傳遞給他人，以麻痹自己的痛苦。
他潛藏在賓夕法尼亞州的蓋茨堡，以遺體的「身軀」為誘餌，先後擊敗赫特・潘茲及被引誘過來的喬尼與傑洛，成功回收了除頭部與雙眼以外的聖遺體，但自己轉嫁給喬尼之罪過又被轉移回到自己身上，最後被回收聖遺體的大總統射穿喉嚨，藉以斷後。
名字取自美國硬搖滾樂團槍與玫瑰的主唱埃克索爾·羅斯。
南北戰爭（Civil War）
【破壊力 - 無 / 速度 - C / 射程距離 - C / 持續力 - B / 精密動作性 - C / 成長性 - 無 】
機器人型，替身可如零件解體般閃避攻擊。在能力作用範圍內，可將對手過去所捨棄一切事物和罪孽重新呈現於眼前，吸附到對手體內，產生能困住敵人的膜，清水能洗除這層膜，只要能力還在作用下，所犯下的「罪孽」便可一直轉嫁到別人身上。
名稱的由來是槍與玫瑰於1993年的歌曲〈Civil War〉。
迪斯可（D-I-S-C-O）
於Stage.08登場。也是大總統手下的最後一位刺客。在費城的美國獨立紀念館與傑洛對峙，將他與受傷的喬尼分開。是個相當沉默、只說了自己名字和替身名稱的男人。被傑洛以空氣所製成的透鏡誤導距離判斷以致攻擊失準，反遭近身反搫。
巧克力迪斯可（Chocolate Disco）
【破壊力 - 無 / 速度 - C / 射程距離 - C / 持續力 - B / 精密動作性 - A / 成長性 - D 】
格狀護臂狀，發動能力時會從自身延伸出10×10的格線涵蓋住敵人，再將任意物體準確掉落在指定座標所對應的位置來進行攻擊。
名稱的由來是日本女子樂團Perfume於2007年的歌曲〈巧克力迪斯可〉。

### 其它
史帝芬·史提爾（Stephen Steel）
配音：小形滿（日本・VOMIC版、ASB版、EOH版）
SBR大賽主辦人，51歲，專職的活動策劃家。1840年出生於美國紐約。為家中第四個孩子。父親是愛爾蘭的移民。15歲時與自己互訂終生的女友在一場馬車事故中過世。16歲時加入騎兵隊，因為吃軍中的餐食染上傷寒被迫在離島的醫院隔離兩年。出院後的史蒂芬接下各種工作，並於中年時期擔任發現各種驚奇事物的企劃者累積不少名氣，事後卻因為同業的牽連被世人當成騙子，不但賣掉了豪宅還負債累累，在人生陷入的谷底時遇到年幼的露西，露西提出舉辦一場「橫跨北美大陸的大型賽事」的主意，一開始雖然被史蒂芬當笑話，但當酒醉的他把這件事拿到酒館來高談闊論時，竟然引起了報社記者的興趣並表示願意贊助他獲得主辦大賽的機會。事後為了回報露西當年的恩情，史蒂芬史蒂芬以假結婚的名義替賣給了黑手黨露西贖身，成為自己的妻子。
名字取自美國歌手史蒂芬·史提爾斯。
露西·史提爾（Lucy Steel）
配音：桑島法子（日本・ASB版、EOH版）
史帝芬的妻子，14歲。幼時與落魄的史蒂芬相遇，並向他提出舉行「橫跨北美大陸的比賽」的主意，因為母親早逝與家境的貧窮，被父親賣給了黑手黨，被前來報恩的史蒂芬贖身，兩人結婚後成為彼此無可替代的對象。故事前期是沒有替身能力的普通女孩，在第2輪比賽偶然目擊了總統所持有的遺體「心臟」。在接下來的第4輪比賽，她得知丈夫被總統利用的事實後，為了保護丈夫，她決定鋌而走險從總統手中偷取神聖遺體，她先是從鴿舍偷走林可給總統的飛鴿傳書（記載遺體的所在地）。雖然陷入了困境，但還是得到了遺體的「脊椎」，並託付給了喬尼和傑洛。取而代之的是從傑洛那裡得到遺體的「右眼球」。第6輪比賽，露西在赫特·潘茲的幫助下利用總統夫人斯嘉麗成功奪取總統擁有的3具遺體。因为被斯嘉麗目擊，於是不得不殺死她，並用赫特·潘茲的肉噴霧能力化裝成斯嘉麗的模樣替換潜伏。到了第8輪比賽，總統暴露了自己的身份，並且根據遺體的奇迹讓遺體的「頭部」在露西體內聖靈感孕，藉著露西與遺體的全身部位合體，使得遺體本身變質，影響總統引出新的能力“愛之列車”。最終喬尼擊敗了總統，露西也與遺體分離，順利地和丈夫史蒂芬重逢。在故事結尾，由於總統從平行世界帶來的迪亞哥搶走遺體導致喬尼敗北，露西砍掉了在原世界死亡的迪亞哥的頭顱，在迪亞哥帶著遺體來到防空壕時透過讓他接觸頭顱引發D4C的特性將其毀滅。為第一部女主角艾莉娜·潘德魯頓在平行世界的對應人物。
名字取自英國搖滾樂團披頭四樂團於1967年的歌曲〈Lucy in the Sky with Diamonds〉。
淚之乘車券（Ticket to Ride）
【破壊力 - E / 速度 - E / 射程距離 - E / 持續力 - C / 精密動作性 - E / 成長性 - C 】
人型，將本體的眼淚變成淚刀，被淚刀砍中的事物會無可避免的產生露西所想要的結果。
名稱的由來是披頭四樂團於1965年的歌曲Ticket to Ride。
格雷戈里奧洛·齊貝林（Gregorio Zeppeli）
傑洛的父親，教導傑洛鐵球與旋轉技的師傅以及其人生導師。表面職業是一名外科醫生，實際身分則是那不勒斯王國的死刑執行者。為人憂鬱而嚴肅，尊重法律條文，認為無論在什麼情况下都必須遵守法律。而作為一名劊子手，他認為多餘的感情會導致在工作上成為潜在的精神弱點。因此，只要有罪犯確定被判處死刑，他就不會區分罪犯和無辜者。為了撇除內心的雜念，除了家人，他從不參加任何社交活動，包括兒子傑洛在學校的畢業典禮。他也經常教育傑洛因為齊貝林家族掌握在君主手中，作為君主的下屬不應該多愁善感。然而實際上，他在內心展現仁慈的一面，例如在威卡畢博國家被流放後，他那個遭到夫家施暴重傷的妹妹被送來自己的診所接受手術，格雷戈里奧洛治療了其傷勢，但唯獨不治好眼睛而選擇讓她終生失明，並將她藏在鄉下免於再受到夫家的追殺。在故事尾聲，由於那不勒斯王國的王政被推翻，格雷戈里奧洛帶著全家人離開義大利，就此了無音訊。
馬爾可（Marco）
那不勒斯王國的擦鞋童，9歲。
因所服務的對象涉及叛亂而被處以極刑，是傑洛亟欲拯救的對象。在故事的結局，由於那不勒斯的王政被廢止而恢復為自由之身，但最終仍死於流行性感冒。
喬治·喬斯達（George Joestar）
本名喬治·喬斯達二世。喬尼和尼克拉斯的父親。職業賽馬飼養員，同時也是前職業賽馬選手，曾七次贏得三冠王的寶座，並擁有飼養賽馬設施的農場。後來從美國的肯塔基州搬到英國。由於重視英國紳士的形象，因此對小兒子喬尼特別嚴厲，但同時也對擁有馬術天賦的大兒子尼可拉斯過度溺愛和寄與厚望，而後尼可拉斯的意外死亡讓喬治感到極度悲傷和痛苦。甚至開始拿他來否定喬尼的一切成就。某次喬治由於拒絕將尼可拉斯的馬靴借給即將要出賽的喬尼，在與喬尼的爭執中不慎被喬尼推倒，他並在喬尼面前怨恨「上帝帶走了不該帶走的孩子」，使得喬尼徹底心寒。在喬尼被槍擊下半身癱瘓後更是將其留在環境極差的醫院自生自滅。在故事的後段，喬治出現在賽場的觀眾席聲援喬尼，並為自己過去的所作所為向他道歉，正式與喬尼和解。喬尼後來將自己與東方理那所生下的兒子也取名為「喬治」。
尼可拉斯·喬斯達（Nicholas Joestar）
喬尼的哥哥，也是名出色的騎手。大喬尼五歲，雖然喬尼試圖跟上他的腳步，但其父親仍只獨愛尼可拉斯。年幼的喬尼曾在晚餐時因為違反與父親的約定偷偷帶上他的寵物老鼠，被父親發現後命令喬尼自己淹死老鼠作為懲罰。喬尼無法下手殺死老鼠，同情弟弟的尼可拉斯給他一具從老師那裏借來的老鼠屍體跟父親交差。喬尼聽從了尼可拉斯的建議把老鼠放進了樹林。然而尼可拉斯在為下一場比賽作練習時，所騎乘的馬匹疑似因為受到那隻老鼠的驚嚇，導致尼可拉斯墜馬死亡。成為喬尼一輩子的罪惡枷鎖。
休葛·曼登（Sugar Mountain）
獨自住在密西根湖畔，外型上十分嬌小且雙眼幾乎全盲的少女，但實際年齡大約為66歲，真實身分為大樹和泉水的守護者。她與父母在50年前由於沒在規定的時間內花費掉跟前者所交換的金斧頭，父母遭到泉水的懲罰變成樹果，她也被大樹困住成為其現任守護者。每一位大樹守護者都被命名為「休葛·曼登」，她在樹裏建了一個家，像小孩子一樣用玩偶角色扮演來打發時間，第五輪賽事中她偷傑洛的鐵球後逃往大樹，喬尼和傑洛追著她來到大樹內，她問了兩人一系列問題後，不僅歸還了鐵球，還將掉進泉水中的任何物品變成了高級美食、鈔票、金礦和寶石等值錢物品。傑洛了解到大樹和泉水的替身發動規則後，先後將兔子的耳朵和右臂丟入泉水，順利取回了遺體的「雙耳」和「右手」。但兩人均沒意識到遺體也是日落前必須花完的物品，導致傑洛變成樹果。喬尼在一番痛苦的抉擇後，將一路上得到的遺體全交給了大總統的刺客，成功救回傑洛。休葛·曼登和她的家人，以及先前變成樹果的人則因為兩人的成功被大樹釋放獲得自由。
香糖山（Sugar Mountain）
【破壊力 - E / 速度 - E / 射程距離 - E / 持續力 - A / 精密動作性 - E / 成長性 - E 】
類似童話金斧銀斧的故事，掉進泉水中的任何物品，會變成較高貴或重要的物品重現，若誠實地對守護者作出抉擇，則可獲得前後兩者；反之若撒謊則會自行長出樹根遭貫穿殺害。不過獲贈的東西必須在當天日落前透過買賣消費完畢，交易的物品不能藉由贈與、遺失、遭竊或是類似的行為脫手，否則物品所有人也會逐漸長出樹根，被拖到大樹上變成樹果。直到有下一人成為樹果才能脫身。
名稱的由來是加拿大搖滾歌手尼爾·楊的專輯《Sugar Mountain》。
斯卡蕾特·瓦倫泰（Scarlet Valentine）
瓦倫泰總統的妻子，亦即美國第一夫人。女同性戀，有著輕微的受虐傾向。由於赫特・潘茲的計畫，她被潛入白宮的露西殺死。

## 用語
惡魔掌心（Devil's Palm）
亞利桑那沙漠中存在著一片神秘的土地。根據印第安傳說，它是由很久以前墜落的隕石撞擊而成。隕石每天移動數公里，所以無人知曉它的具體位置。在惡魔掌心中會出現本該存在的山脈消失，或本不該存在的山谷出現的情況，地形瞬息萬變導致指南針會在此地失靈，任何踏足此處的人都會迷失方向，甚至喪命。據曼登·提姆所說，惡魔掌心可以激發人類隱藏的、未知的天賦“替身”，倖存下來的人會成為替身使用。他們也被稱為“被詛咒的人”，因為他們在瀕死狀態中倖存下來並獲得超自然力量（替身）。一種理論認為，惡魔掌心會選擇並吸引人們。第五部中有一集關於「弓箭」的類似情節，暗示了兩者之間的因果關係。
聖人遺體（SSaint's Corpse）
散落在北美洲各地一位聖人的遺骸。這具木乃伊估計有1900年的歷史。根據據說由亞利馬太的約瑟繪製的地圖，聖人的遺體被分為九個部分：心臟（1）、左臂（2）、雙眼（3）、脊柱（4）、雙耳（5）、右臂（5）、雙腿（6）、軀幹（7）和頭部（8）。在本作中，對聖人的稱謂有著明確的定義：「死後至少行過兩次奇蹟的人」。這個定義不僅在作品中使用，也是梵蒂岡在現實生活中所設定的定義之一。聖人的遺體不會腐爛，據說擁有聖人遺體的國家將保證1000年的輝煌與繁榮。它擁有許多神奇的力量，例如進入持有者體內並使其發揮替身能力，或是讓喬尼癱瘓的雙腿動起來。因此，總統和其他幾個派系在暗中爭奪其力量。
到了比賽的第八階段，瓦倫泰已經完成了除頭部以外的所有八個部分，而露西·史提爾也已經孕育出了頭部，從而完成了聖人的整個身體。據說，遺體最終被存放並鎖在紐約一座教堂地下室裡。在第8部中被再次提及，作為“杜王町流傳的幻想傳說”。
基本世界/平行世界
因瓦倫泰總統的替身能力「D4C」的存在而出現的世界結構，該能力使他能夠在平行世界之間旅行。基本世界是「聖人遺體存在，並且擁有D4C的瓦倫泰總統還活著的這個世界」。存在的無數平行世界雖然細節上有所不同，但卻有著相似的命運，發生著相同的事件。瓦倫泰總統可以透過D4C將自己的意志轉移到平行世界。所有角色也都存在於平行世界中，並透過D4C在平行世界之間穿梭。基本上，所有世界都會舉辦SBR大賽，爭奪鑽石等特殊物品。所有世界的瓦倫泰總統都會與在基本世界收集遺體的瓦倫泰總統合作。

## 話數列表
| 卷数     | 日文標題 | 中文標題                        | 日文話數 | 中文話數 |
| -------- | -------- | ------------------------------- | -------- | --- |
| 1 (81)   |          | 1890年9月25日 聖地牙哥海灘      |          | 1.『STEEL BALL RUN』大賽的記者會 2. 傑洛・齊貝林 3. 喬尼・喬斯達 4. 1890年9月25日，開始前3小時 5. 1st.STAGE 15,000公尺                                   |
| 2 (82)   |          | 1st.STAGE 15,000公尺            |          | 6. 乾涸河床；迪亞哥・布蘭多 7. 上坡路段 8. 雜木林 9. 下坡路段 10. 最終直線區！剩2000公尺！ 11. 最終直線區！剩1000公尺！ 番外篇～STEEL BALL RUN舉辦經過～ |
| 3 (83)   |          | 2nd.STAGE 橫越亞利桑那沙漠      |          | 12. 1st. STAGE 優勝無效 13. 保安官對曼登・提姆提出的委託 14. 選擇最短路線跨越亞利桑那沙漠 15-17. 誕生於沙漠的惡棍 ①～③                                   |
| 4 (84)   |          | 傑洛・齊貝林的宿命              |          | 18-19. 惡魔掌心 ①～② 20-21. 傑洛・齊貝林的宿命 ①～② 22-23. 來自遙遠國度的恐怖份子①～②                                                                    |
| 5 (85)   |          | 總統的陰謀                      |          | 24. INTERLUDE（間奏曲） 25-27. 牙（TUSK）①～③ |
| 6 (86)   |          | 駭人惡獸                        |          | 28-30. 駭人惡獸 ①～③ |
| 7 (87)   |          | 廣大草原之中的小小墓碑          |          | 31. 駭人惡獸 ④ 32. 3rd. STAGE 終點・卡嫩城 33. 男子漢的世界 其①                                                                                          |
| 8 (88)   |          | 踏進男子漢的世界                |          | 34-35. 男子漢的世界 其②～③ 36. 綠色墓碑 其① |
| 9 (89)   |          | 暴風雨之夜來臨                  |          | 37. 綠色墓碑 其② 38-39. CATCH THE RAINBOW（在暴風雨之夜⋯）其①～②                                                                                         |
| 10 (90)  |          | 伊利諾山地路線、密西根湖畔路線  |          | 40-42. SLIENT WAY 其①～③ |
| 11 (91)  |          | 製造黃金長方形！                |          | 43-44. SLIENT WAY 其④～⑤ 45. 約定之地 甜糖山 其① |
| 12 (92)  |          | 獲得遺體的條件、守護友情的條件  |          | 46-47. 約定之地 甜糖山 其②～③ 48. TUBULAR BELLS 其① |
| 13 (93)  |          | 碎裂的鐵球                      |          | 49-50. TUBULAR BELLS 其②～③ 51. 碎裂的鐵球 WRECKING BALL 其①                                                                                             |
| 14 (94)  |          | 成為勝利者的資格                |          | 52-54. 碎裂的鐵球 WRECKING BALL 其②～④ 55. 成為勝利者的資格                                                                                              |
| 15 (95)  |          | 蓋茲堡之夢                      |          | 56-58. 南北戰爭 其①～③ 59. 蓋茲堡之夢 |
| 16 (96)  |          | 極為輕易實行的過分行徑          |          | 60-61. 雙方現況 其①～② 62. 極為輕易實行的過分行徑 63. 七天為一週                                                                                         |
| 17 (97)  |          | D4C                             |          | 64-65. 巧克力迪斯可 其①～② 66-68. D4C 其①～③ |
| 18 (98)  |          | 淚水車票                        |          | 69-70. D4C 其④～⑤ 71-72. 淚水車票 其①～② |
| 19 (99)  |          | 成不了大富翁                    |          | 73-76. D4C 其⑥～⑨ |
| 20 (100) |          | LOVE TRAIN―世界合而為一         |          | 77. D4C 其⑩ 78-80. D4C 其⑪～⑬ -LOVE TRAIN- |
| 21 (101) |          | BALL・BREAKER                   |          | 81-82. D4C 其⑭～⑮ -LOVE TRAIN- 83-84. BALL・BREAKER 其①～②                                                                                               |
| 22 (102) |          | BREAK MY HEART BREAK YOUR HEART |          | 85-87. BALL・BREAKER 其③～⑤ 88. BREAK MY HEART BREAK YOUR HEART 其①                                                                                      |
| 23 (103) |          | 戰雲密佈                        |          | 89. BREAK MY HEART BREAK YOUR HEART 其② 90-91. 戰雲密佈 其①～②                                                                                           |
| 24 (104) |          | 永垂不朽的星條旗                |          | 92-93. 戰雲密佈 其③～④ 94. 星條旗的世界 95. 星條旗的世界-OUTRO                                                                                           |

## 出版書籍
單行本
| 冊數 | 集英社        | 集英社                 | 東立出版社     | 東立出版社             | 天下出版       | 天下出版               |
| 冊數 | 發售日期      | ISBN                   | 發售日期       | ISBN                   | 發售日期       | ISBN                   |
| ---- | ------------- | ---------------------- | -------------- | ---------------------- | -------------- | ---------------------- |
| 1    | 2004年5月20日 | ISBN 4-08-873601-X     | 2005年10月31日 | ISBN 986-11-6959-8     | 2005年7月31日  | ISBN 988-207-537-1     |
| 2    | 2004年5月20日 | ISBN 4-08-873613-3     | 2005年11月14日 | ISBN 986-11-6960-1     | 2005年7月31日  | ISBN 988-207-538-X     |
| 3    | 2004年11月4日 | ISBN 4-08-873673-7     | 2005年12月21日 | ISBN 986-11-6961-X     | 2005年7月31日  | ISBN 988-207-539-8     |
| 4    | 2004年11月4日 | ISBN 4-08-873689-3     | 2006年1月16日  | ISBN 986-11-6962-8     | 2005年7月31日  | ISBN 988-207-540-1     |
| 5    | 2005年8月4日  | ISBN 4-08-873845-4     | 2006年3月10日  | ISBN 986-11-8027-3     | 2005年9月21日  | ISBN 988-207-589-4     |
| 6    | 2005年11月4日 | ISBN 4-08-873890-X     | 2006年3月22日  | ISBN 986-11-8028-1     | 2005年12月10日 | ISBN 988-207-686-6     |
| 7    | 2006年3月3日  | ISBN 4-08-874117-X     | 2006年7月11日  | ISBN 986-11-8383-3     | 2006年6月15日  | ISBN 988-215-029-2     |
| 8    | 2006年5月2日  | ISBN 4-08-874119-6     | 2006年8月24日  | ISBN 986-11-8553-4     | 2006年9月30日  | ISBN 988-215-088-8     |
| 9    | 2006年9月4日  | ISBN 4-08-874147-1     | 2006年11月4日  | ISBN 986-11-9077-5     | 2006年11月3日  | ISBN 988-215-160-4     |
| 10   | 2006年11月2日 | ISBN 4-08-874285-0     | 2007年2月3日   | ISBN 978-986-11-9078-5 | 2006年12月20日 | ISBN 978-988-215-206-9 |
| 11   | 2007年3月2日  | ISBN 978-4-08-874336-3 | 2007年6月22日  | ISBN 978-986-11-9831-6 | 2007年5月16日  | ISBN 978-988-215-331-8 |
| 12   | 2007年5月2日  | ISBN 978-4-08-874362-2 | 2007年7月26日  | ISBN 978-986-10-0113-5 | 2007年7月31日  | ISBN 978-988-215-349-3 |
| 13   | 2007年9月4日  | ISBN 978-4-08-874420-9 | 2007年11月15日 | ISBN 978-986-10-0694-9 | 2007年11月10日 | ISBN 978-988-215-474-2 |
| 14   | 2007年12月4日 | ISBN 978-4-08-874438-4 | 2008年3月5日   | ISBN 978-986-10-1163-9 | 2008年3月      | ISBN 978-988-215-609-8 |
| 15   | 2008年5月2日  | ISBN 978-4-08-874518-3 | 2008年7月15日  | ISBN 978-986-10-1891-1 | 2008年7月17日  | ISBN 978-988-215-706-4 |
| 16   | 2008年9月4日  | ISBN 978-4-08-874574-9 | 2008年11月21日 | ISBN 978-986-10-2827-9 | 2008年11月27日 | ISBN 978-988-215-801-6 |
| 17   | 2009年3月4日  | ISBN 978-4-08-874648-7 | 2009年4月24日  | ISBN 978-986-10-3496-6 | 2009年4月30日  | ISBN 978-988-215-939-6 |
| 18   | 2009年7月3日  | ISBN 978-4-08-874725-5 | 2009年9月11日  | ISBN 978-986-10-4088-2 | 2009年8月24日  | ISBN 978-988-8029-34-1 |
| 19   | 2009年11月4日 | ISBN 978-4-08-874769-9 | 2010年1月14日  | ISBN 978-986-10-4831-4 | 2009年12月30日 | ISBN 978-988-8030-34-7 |
| 20   | 2010年3月4日  | ISBN 978-4-08-870060-1 | 2010年4月30日  | ISBN 978-986-10-5404-9 | 2010年5月5日   | ISBN 978-988-8031-38-2 |
| 21   | 2010年7月2日  | ISBN 978-4-08-870099-1 | 2010年10月27日 | ISBN 978-986-10-6089-7 | 2010年9月28日  | ISBN 978-988-8032-84-6 |
| 22   | 2010年11月4日 | ISBN 978-4-08-870160-8 | 2011年1月28日  | ISBN 978-986-10-6092-7 | 2011年1月24日  | ISBN 978-988-8096-06-0 |
| 23   | 2011年5月19日 | ISBN 978-4-08-870206-3 | 2011年10月11日 | ISBN 978-986-10-8009-3 | 2011年8月5日   | ISBN 978-988-8097-35-7 |
| 24   | 2011年6月3日  | ISBN 978-4-08-870253-7 | 2011年11月8日  | ISBN 978-986-10-8010-9 | 2011年10月3日  | ISBN 978-988-8097-78-4 |

文庫版
| 冊數 | 集英社         | 集英社                 |
| 冊數 | 發售日期       | ISBN                   |
| ---- | -------------- | ---------------------- |
| 1    | 2017年2月17日  | ISBN 978-4-08-619657-4 |
| 2    | 2017年2月17日  | ISBN 978-4-08-619658-1 |
| 3    | 2017年3月17日  | ISBN 978-4-08-619659-8 |
| 4    | 2017年3月17日  | ISBN 978-4-08-619660-4 |
| 5    | 2017年4月18日  | ISBN 978-4-08-619661-1 |
| 6    | 2017年4月18日  | ISBN 978-4-08-619662-8 |
| 7    | 2017年5月18日  | ISBN 978-4-08-619663-5 |
| 8    | 2017年6月16日  | ISBN 978-4-08-619664-2 |
| 9    | 2017年7月18日  | ISBN 978-4-08-619665-9 |
| 10   | 2017年8月18日  | ISBN 978-4-08-619666-6 |
| 11   | 2017年9月15日  | ISBN 978-4-08-619667-3 |
| 12   | 2017年10月18日 | ISBN 978-4-08-619668-0 |
| 13   | 2017年11月17日 | ISBN 978-4-08-619669-7 |
| 14   | 2017年12月15日 | ISBN 978-4-08-619670-3 |
| 15   | 2018年1月18日  | ISBN 978-4-08-619671-0 |
| 16   | 2018年1月18日  | ISBN 978-4-08-619672-7 |

## 外部連結
- 集英社SBR官方網站 （页面存档备份，存于）
- 集英社有聲漫畫-VOMIC- 『STEEL BALL RUN』

1. ↑  故事初期的本名是「喬吉特·喬斯達」